# AAA (Frans automerk)
AAA staat voor Ateliers d'Automobiles et d'Aviation en was een Frans automerk
Het merk presenteerde een chassis op de Parijse autoshow. Voor zover bekend heeft het enkel dit chassis gebouwd, waarschijnlijk later voorzien van carrosserie. Het merk ging vrij snel daarna op de fles. Het bestond slechts tussen 1919 en 1920. Het maakte elektrisch aangedreven auto's